# غيرسدورفيت
غيرسدورفيت هو معدن لفلز النيكل ينتمي إلى فصيلة معادن الكبريتيدات، وتكون لوحدته البلورية الصيغة الكيميائية NiAsS.
يوجد المعدن في الطبيعة على شكل بلورات كتلية ذات لون يتراوح بين الأبيض الفضي إلى الرمادي الفولاذي؛ وتوجد منه ثلاثة أشكال بلورية.
وصف المعدن أول مرة سنة 1843 وأطلق التسمية نسبة إلى يوهان فون غيرسدورف Johann von Gersdorff ‏ (1781–1849)، وهو كان مالكاً لمنجم في النمسا، حيث استخرج فيه المعدن لأول مرة.